# Arsenio Raúl Casado
Arsenio Raúl Casado (Salta, 27 de julio de 1929 - 20 de julio de 2010) fue un sacerdote católico argentino, que ejerció como Obispo de Jujuy y Arzobispo de Tucumán.

## Biografía
Nació en Salta el 27 de julio de 1929; ordenado sacerdote el 20 de diciembre de 1952; elegido obispo titular de Tacape y auxiliar de Salta el 14 de mayo de 1975 por Pablo VI; ordenado obispo el 16 de agosto de 1975; trasladado como obispo diocesano de Jujuy el 7 de julio de 1983; tomó posesión de esa sede el 21 de agosto de 1983; promovido a arzobispo de Tucumán el 15 de junio de 1994; tomó posesión de esta sede el 18 de septiembre de 1994. Renunció por razones de salud el 8 de julio de 1999. Lema episcopal: “Me debo a todos”. Falleció el 20 de julio de 2010.

## Su actividad pastoral en Jujuy
Trasladado como Obispo Diocesano de Jujuy el 7 de julio de 1983, tomó posesión de esta sede el 21 de agosto de 1983. Fue Profesor en el Seminario Mayor de Jujuy “Pbro. Pedro Ortiz de Zárate” y en el Instituto de Teología para Laicos (In. Te. La.).
La actividad pastoral en la Diócesis de Jujuy se centró en la promoción del laicado en todos los niveles, sobre todo en la aprobación de diversos movimiento como el Camino Neocatecumenal, el Movimiento Juvenil Palestra, el Movimiento de la Renovación Carismática, Comisión de Migrantes, Evangelización 2000, la Comunidad San Ignacio, reorganización de la JuntaLaical, Cáritas Diocesana y Cursillos de Cristiandad, entre otros.
Destacaron que la Diócesis de Jujuy se enriqueció con la presencia de religiosos, religiosas y de Institutos Seculares con diversos carismas: padres Scalabrinianos, Hermanos Maristas, operarios diocesanos, religiosas de san José, Ursulinas, Siervas del Espíritu Santo, Misioneras de Jesús Verbo y Víctima, Hermanas de la Sagrada Familia, Hijas de Santa Ana, Hijas de Cristo Rey, Hijas de Jesús, hermanas de Betania del Sagrado Corazón, Pequeños Misioneros de María, Pía Asociación Alegres Madres de la Iglesia.
Durante su gestión como Obispo de Jujuy se reestructuró la Junta de Religiosos de Jujuy.
Con relación al clero diocesano, inauguró el nuevo edificio del Seminario Mayor 2Pbro. Pedro Ortiz de Zárate”. Ordenó 21 sacerdotes entre 1985 y 1993, también ordenó 9 diáconos permanentes.
Organizó 11 encuentros Diocesanos de Pastoral. Señaló lineamientos yestatutos para el Consejo Presbiteral, la catequesis pre bautismal, cursillos de preparación al matrimonio, atención de las peregrinaciones a Río Blanco y Punta Corral, el mes de octubre en la iglesia Catedral y Río Blanco.
Además, creó la Colecta Diocesana “Compartir”, la Casa de Ejercicios Espirituales “Emaús”, la Casa Laical, y la ampliación del Obispado de Jujuy. 
Creó FM Santa María y su relación con los Medios de Comunicación Social. 
Organizó diversas Misiones Diocesanas en el Ramal, Perico, los Valles y la ciudad de San Salvador de Jujuy.

## Su influencia en la educación
A nivel educativo promocionó la formación de los laicos con la creación de subsedes del Instituto de Teología para Laicos en Libertador General San Martín y San Pedro. 
Fundó el Colegio San Alberto Magno, el Colegio de El Carmen, la subsede de la Ucasal y de la Ucse DASS.
Monseñor Casado, era un fiel enamorado del Milagro de Salta, por lo que una de las frases que quedarán en la historia que pronunció fue: "hay pueblos donde la mano de Dios pareciera haberse detenido en bendiciones..." Casado luchaba por la familia y la paz social y había dicho que no sería fácil reparar el orden social ofendido. Entre sus muchos aportes, cementó los valores de la juventud.

## Muerte
Ocurrió el martes 20 de julio a las 21.15 en su domicilio de Villa Soledad (en la capital salteña) tras sufrir un paro cardiorrespiratorio. La Diócesis de Jujuy precisó que el religioso venía atravesando serias complicaciones en su salud, producto de una isquemia cerebral.
Fue sepultado en la Catedral de Salta, a los pies de la Virgen del Milagro.

## Libro
Se presentó el libro "Me debo a todos", de Sergio Chiericotti en la Biblioteca Popular. La publicación rinde homenaje a Monseñor Arsenio Raúl Casado, quien fuera Obispo Diocesano de Jujuy y de la Arquidiócesis de Salta y que falleciera a los 80 años en la capital salteña en 2010.
Sergio Chiericotti fue amigo de Casado y resolvió detallar su vida y su obra en el libro. Anécdotas, fotografías e historia se ven reflejados en la obra literaria.
Casado había sido ordenado como obispo titular de Tacape y auxiliar del Arzobispado de Salta, en la Catedral Basílica. Él mismo para su ordenación, el 16 de agosto, había elegido el lema "Me debo a todos", por lo que comenzó a trabajar en diferentes áreas y proyectos, dando asesoría a la Junta Coordinadora Arquidiocesana y a la Junta Arquidiocesana de la Acción Católica.